# Der Teutsche Merkur

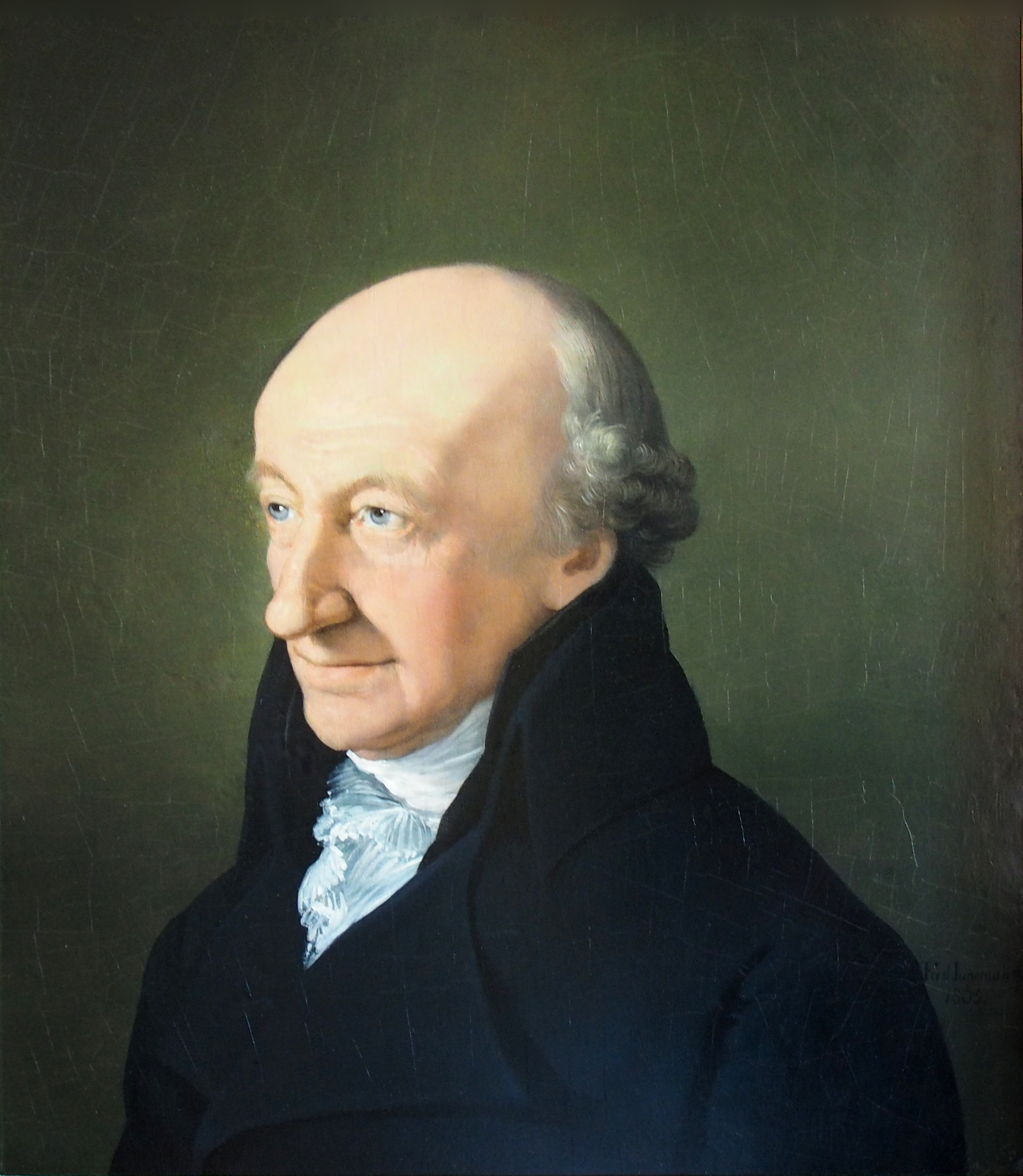
Christoph Martin Wieland (1733–1813)

Der Teutsche Merkur wurde von 1773 bis 1789 von Christoph Martin Wieland als Literaturzeitschrift und Rezensionsorgan in Weimar herausgegeben.

## Geschichte
Vorbild war nicht nur für den Titel der Mercure de France, aber mit Einschränkungen. Wieland schreibt:
„Uebrigens soll und kan der deutsche Merkur, weder was die Ausführung, noch was die Anzahl und Beschaffenheit der Artikel betrift, völlig nach dem Französischen gemodelt werden. Selbst die wesentliche Verschiedenheit der Nationalverfassung läßt dies nicht zu. Wir haben keine Hauptstadt, welche die allgemeine Akademie der Virtuosen der Nation, und gleichsam die Gesetzgeberin des Geschmacks wäre. Wir haben kein feststehendes National-Theater; unsre besten Schauspieler, so wie unsre besten Schriftsteller, Dichter und Künstler, sind durch alle Kreise des deutschen Reiches zerstreut, und größtentheils der Vortheile eines nähern Umgangs und einer vertraulichen Mittheilung ihrer Einsichten, Urtheile, Entwürfe, u. s. w. beraubt, welche zur Vervollkommnung ihrer Werke so viel beytragen würde.“
Offenbar war es Wielands Ziel, die genannten Nachteile der deutschen Kulturlandschaft durch Schaffung eines publizistischen Bindeglieds ausgleichen zu helfen und die Bildung eines literarischen (National-)Geschmacks durch Rezensionen zu fördern.
Dementsprechend übten er und die Mitarbeiter eine ausgebreitete kritische Tätigkeit aus, die sich lange Zeit hindurch auf fast alles erstreckte, was für die literarische Welt von Bedeutung war.
Darüber hinaus erschienen in der Zeitschrift zahlreiche dichterische Arbeiten Wielands im Erstdruck. Eine solche Publikation, die September 1773 erschienenen „Briefe über Alceste“ gaben Goethe und Herder Ärgernis und veranlassten Goethe zum Verfassen der Farce Götter, Helden und Wieland. Wieland reagierte auf diesen Angriff mit heiterer Milde.

## Bedeutende Veröffentlichungen
Der Teutsche Merkur war ein wichtiges Forum der deutschen Aufklärung und dokumentierte insbesondere die zeitgenössische Auseinandersetzung mit der Französischen Revolution.

### Zur Französischen Revolution
Wieland nutzte seine Zeitschrift, um auf die revolutionären Ereignisse in Frankreich zu reagieren und diese aus deutscher Sicht zu kommentieren:
- 1788: Das Geheimnis des Kosmopoliten-Ordens – Wielands programmatischer Text über wahre Weltbürgerschaft und aufgeklärte Politik, der ein Jahr vor der Revolution erschien.
- September 1789: Über die Rechtmäßigkeit des Gebrauchs welchen die französische Nation dermalen von ihrer Aufklärung und Stärke macht – Wielands leidenschaftliche Verteidigung der frühen Französischen Revolution in Dialogform.
- November 1789: Was heißt und zu welchem Ende studiert man Universalgeschichte? von Friedrich Schiller – Die berühmte Antrittsvorlesung, mit der Schiller seine Professur in Jena antrat und die wenige Monate nach Revolutionsbeginn im Merkur erschien.

Diese Texte machten den Teutschen Merkur zu einem der wichtigsten Diskussionsforen über die Französische Revolution im deutschsprachigen Raum.

### Weitere bedeutende Texte
Die Zeitschrift veröffentlichte zahlreiche wichtige Werke der deutschen Literatur im Erstdruck:
- Wielands eigene Werke, darunter die Abderiten als einer der ersten Fortsetzungsromane der deutschen Literatur
- Goethes Gedicht über Hans Sachs’ poetische Sendung
- Goethes Monodrama Proserpina
- Schillers Gedicht Die Götter Griechenlands sowie seine Geschichte des Dreißigjährigen Krieges und die Einleitung zum Abfall der vereinigten Niederlande
- Texte von Herder, den Jacobis und anderen bedeutenden Autoren der Zeit

## Der Neue Teutsche Merkur
1790 bis 1810 publizierte Wieland die Zeitschrift Der Neue Teutsche Merkur.
Im Rahmen des Projekts Retrospektive Digitalisierung wissenschaftlicher Rezensionsorgane und Literaturzeitschriften des 18. und 19. Jahrhunderts aus dem deutschen Sprachraum an der UB Bielefeld wurden der Teutsche Merkur und Neue Teutsche Merkur als Digitalisate verfügbar gemacht (siehe Weblinks).